# Liste des routes magistrales de la Lituanie
Cet article liste les routes magistrales de Lituanie (en lituanien : Lietuvos magistraliniai keliai).

## Liste des routes magistrales
| Nom | Villes reliées                          | Distance  |
| --- | --------------------------------------- | --------- |
| A1  | Vilnius – Klaipėda                      | 311,40 km |
| A2  | Vilnius – Panevėžys                     | 135,92 km |
| A3  | Vilnius – Minsk                         | 33,99 km  |
| A4  | Vilnius – Varėna – Grodno               | 134,46 km |
| A5  | Kaunas – Marijampolė – Suwałki          | 97,06 km  |
| A6  | Kaunas – Zarasai – Daugavpils           | 185,40 km |
| A7  | Marijampolė – Kybartai – Kaliningrad    | 42,21 km  |
| A8  | Panevėžys – Aristava – Sitkūnai         | 87,86 km  |
| A9  | Panevėžys – Šiauliai                    | 78,94 km  |
| A10 | Panevėžys – Pasvalys – Bauska           | 66,10 km  |
| A11 | Šiauliai – Palanga                      | 146,85 km |
| A12 | Riga – Šiauliai – Tauragė – Kaliningrad | 186,09 km |
| A13 | Klaipėda – Liepāja                      | 45,15 km  |
| A14 | Vilnius – Utena                         | 95,60 km  |
| A15 | Vilnius – Lida                          | 49,28 km  |
| A16 | Vilnius – Prienai – Marijampolė         | 137,51 km |
| A17 | Contournement de Panevėžys              | 22,28 km  |
| A18 | Contournement de Šiauliai               | 17,08 km  |

## Voir  aussi